# Turma da Mata
A Turma da Mata é um grupo de personagens criados por Mauricio de Sousa. São todos animais antropomórficos e humanoides vivendo em uma mata, representando um misto de hierarquia humana e selvagem.

## Personagens

### Principais e recorrentes
- Jotalhão (1962): o protagonista do clã é um elefante verde e desajeitado, amigo de todos e que sempre protege a mata de caçadores. Originalmente, apareceu como um coadjuvante do Raposão, porém com o tempo foi ganhando mais destaque nos quadrinhos. Algumas vezes, também aparece nos quadrinhos da Mônica, fazendo visitas ao Bairro do Limoeiro, e muitas vezes chegando a aparecer em capas com os personagens. Desde os anos 1960, se tornou um símbolo do extrato de tomate Elefante da CICA, onde protagonizou comerciais da marca, juntamente com Mônica. A música do comercial dizia "Ô Mônica, abrace o elefante...". Até hoje, é o garoto-propaganda daquele extrato de tomate[1] Nas primeiras tirinhas era suposto para ser um elefante rosa, porém se tornou verde para combinar com a embalagem do extrato de tomate.
- Raposão (1961): uma raposa, muitas vezes, retratada com um malandro da Mata. Grande amigo de Jotalhão e compadre do Coelho Caolho, é esperto e adora ficar sem fazer nada. Era o protagonista durante as primeiras tiras de jornal (que inclusive levava o nome dele), mas com o tempo, foi perdendo importância nos quadrinhos para os outros personagens.
- Coelho Caolho (1961): compadre de Raposão e Jotalhão. Usa óculos de lentes bem grossas e um vestido, assim como todo bom coelho, seu problema é ter mais filhos do que pode controlar - 118 no total[2]. Apesar do nome, tem os dois olhos;
- Tarugo (1970): um tartarugo de óculos que tem uma carapaça conversível, que permite que sua cabeça saia pelo meio ao invés de pela frente, como as tartarugas normais. Recentemente, tem se mostrado bastante estressado por viver sendo perturbado, intencionalmente ou não, pelos inúmeros filhotes do Coelho Caolho;
- Rita Najura (1970): uma formiga apaixonada pelo elefante Jotalhão. Tenta de todas as formas casar-se com este, com o argumento de que o amor é cego e que não importa a diferença de tamanho entre os dois;
- Rei Leonino (1972): o soberano da Mata, um leão-rei de olhos verdes que usa sempre uma coroa na cabeça e um cetro nas mãos. O seu palácio real é uma caverna em meio à Mata. É atuante, majestático e imponente. Às vezes intolerante com seus súditos, ainda está longe de ser um déspota;
- Luís Caxeiro (1974): um ouriço azul. O primeiro-Ministro do reino, o Ministro do Leva-e-Traz e o puxa-saco oficial do rei Leonino. Deve morar no palácio real, pois nunca sai dele;

### Secundários
- Coelhinhos (1977): salvo uma ou outra coelhinha, a grande maioria dos filhotes são coelhinhos mesmo. Na última contagem totalizaram 118[2];
- Dona Coelha (1977): a esposa do Coelho Caolho, dedica todas as 24 horas do seu dia para tomar conta de seus filhotes;
- Dona Corujoca (1970): fica acordada toda a noite e dorme durante o dia. É laranja, usa um chapéu de professor e é a mais sábia da Mata;
- os macacos-súditos: micos bem treinados para guardar o palácio real do rei Leonino bem como o próprio monarca;
- Saulvo (1970): também uma formiga, mas macho e apaixonado pela Rita Najura. É dito que odeia o Jotalhão, e já foi chamado por Rita de Miudinho;
- Zé Fuinha e Zé Furão (1970): uma dupla de ratos pilantras da Mata. Tentam passar a perna e roubar dos habitantes, principalmente do Jotalhão, porém sempre se dão mal. Zé Fuinha é o chefe magrinho e ranzinza, enquanto Zé Furão é o cúmplice bobalhão e gordão. Tiveram algumas poucas aparições, e foram esquecidos com o tempo;
- Mico Lino: um mico esperto que tenta passar a conversa nos cidadãos, mas acaba se dando mal. Às vezes é chamado de Mico Nico;
- Tuta Tatu: outra habitante da Mata. De boa índole, contudo adora trocar tudo que carrega por algo menos importante;
- Dona Serpente: uma cobrinha metida, que sempre quer ser o centro das atenções;
- Monão: uma mistura de macaco com homem das neves, é um ermitão que mistura poções para ajudar seus amigos da Mata;
- Kongo: um gorila ranzinza da Mata;
- Siriema: a siriema fofoqueira da Mata;
- Juca Ratinho: um raro personagem – adorava assustar Jotalhão nas primeiras tiras de jornais;
- Dalva: uma formiga, amiga de Rita Najura;
- Dra. Sarah Kura: médica vista em "Olha Só o Que Fizeram com a Minha Tromba!" história em que Kongo deu um nó na tromba de Jotalhão e ela ajudou-o a encontrar um novo nariz – dentre eles o nariz de Coelho Caolho, o de Rodrigo Santoro e  "ainda, a perfeição": um bico igual ao dela;
- Leopoldo: um leão circense e um primo do rei Leonino, visto em uma história originalmente de 1982 republicada em 1989 na qual procura por seu primo solicitando-lhe um emprego no palácio após ter abandonado a sua antiga carreira.

## Um breve histórico

### Criação da turma e preferência do público
Originalmente, o protagonista das histórias era Raposão durante os anos 1960. Porém com o sucesso comercial de Jotalhão, elefante verde que se transformou em garoto-propaganda da marca de extrato de tomate Elefante da Cica, o personagem passou a ser o mais querido entre o público.

### Atualmente
A turma não possui hoje um protagonista específico, pois cada história é protagonizada por algum personagem-membro diferente – história cujo protagonista é creditado por nome no título dela como sendo o personagem central dela.

## O extrato de tomate"Elefante"
O extrato de tomate "Elefante" já existia, quando Mauricio publicou uma tira em que mostra a Mônica puxando um elefante e o Cebolinha dizendo que achava que sua mãe havia pedido "massa de tomate", uma evidente piada com o nome do extrato. Os publicitários da Proeme, que detinha a conta da CICA, dona do extrato, gostaram da tira e se interessaram em usar Jotalhão como símbolo.

## Outras versões
Em 2010, a Turma da Mata ganhou releituras por André Ducci e Rafael Grampá no álbum MSP +50, publicado pela Panini Comics
Em 2013, a Panini anunciou uma graphic novel da linha Graphic MSP protagonizada pela Turma da Mata, escrita por Artur Fujita, desenhos de Greg Tocchini e arte-final e cores de Davi Calil, contudo, com a impossibilidade da participação de Tocchini, o editor Sidney Gusman anunciou que teria que escolher outro ilustrador, em 2015, foi lançada a graphic novel de aventura Turma da Mata: Muralha com desenhos de Roger Cruz.